# Scuticaria peruviana
Scuticaria peruviana är en orkidéart som beskrevs av David Edward Bennett och Eric Alston Christenson. Scuticaria peruviana ingår i släktet Scuticaria och familjen orkidéer. Inga underarter finns listade i Catalogue of Life.